# Laurent Ciman
Laurent Franco Ciman (* 5. srpna 1985, Farciennes, Belgie) je belgický fotbalový obránce a reprezentant, který hraje od ledna 2019 v kanadském klubu Toronto FC. Účastník Mistrovství světa 2014 v Brazílii a EURA 2016 ve Francii.

## Klubová kariéra
Laurent Ciman působil v R. Charleroi SC od roku 2004. Ve své premiérové sezóně odehrál 13 zápasů v lize. Celkem zde nastoupil k 85 zápasům, v nichž vstřelil 3 branky.
V létě 2008 podepsal tříletý kontrakt s Bruggami. Debutoval 29. srpna v utkání proti domácímu belgickému klubu AFC Tubize (výhra Brugg 4:1) a záhy se stal členem základní sestavy. Sezónu 2009/10 strávil na hostování v Kotrijku.
Od léta 2010 působí v popředním belgickém klubu Standard Lutych. V sezóně 2010/11 se umístil s klubem na druhé příčce ligové tabulky za vítězným KRC Genk, ale náladu si mohl spravit triumfem v belgickém fotbalovém poháru (Standard porazil ve finále KVC Westerlo 2:0).
V lednu 2015 odešel do kanadského klubu Montreal Impact hrajícího Major League Soccer. Ve své první sezóně byl vyhlášen nejlepším obráncem MLS za rok 2015 (MLS Defender of the Year).

## Reprezentační kariéra

### Mládežnické reprezentace
Ciman hrál za belgický reprezentační výběr do 21 let, s nímž se dostal do semifinále Mistrovství Evropy hráčů do 21 let 2007, kde Belgie podlehla Srbsku 0:2.
V roce 2008 se zúčastnil Letních olympijských her 2008 v Číně, kde belgický výběr do 23 let prohrál střetnutí o 3. místo s Brazílií 0:3. Ciman nastoupil pouze v jednom utkání, konkrétně v semifinále proti Nigérii a zaznamenal jediný gól svého mužstva při prohře 1:4.

### A-mužstvo
V reprezentačním A-mužstvu Belgie debutoval 19. května 2010 v přátelském utkání na stadionu krále Baudouina proti národnímu týmu Bulharska. Nastoupil na hřiště v 62. minutě, Belgie vyhrála 2:1.
Trenér belgického národního týmu Marc Wilmots jej zařadil na 23člennou soupisku pro Mistrovství světa ve fotbale 2014 v Brazílii. Na šampionátu však neodehrál žádný zápas.
Marc Wilmots jej nominoval i na EURO 2016 ve Francii, kde byli Belgičané vyřazeni ve čtvrtfinále Walesem po porážce 1:3. Nastoupil pouze v prvním z pěti zápasů svého mužstva na šampionátu (v základní skupině E proti Itálii, prohra 0:2).

### Reprezentační góly
Góly Laurenta Cimana za A-mužstvo Belgie
| 010                | 5. 6. 2016 | Stadion krále Baudouina, Brusel, Belgie | Norsko | 03:200(73.) | 3:2 | přátelský zápas |
| Platí k 4. 7. 2016 |            |                                         |        |             |     |                 |